# امباد
امباد (به انگلیسی: Ambad) یک منطقهٔ مسکونی در هند است که در مهاراشترا واقع شده‌است.

## خصوصیات
امباد ۲۶٬۰۹۶ نفر جمعیت دارد و ۵۳۰ متر بالاتر از سطح دریا واقع شده‌است.